# STS-82
STS-82 — 82-й старт MTKK в рамках программы Спейс Шаттл и 22-й космический полёт «Дискавери», произведён 11 февраля 1997 года. Цель полёта — проведение технического обслуживания и замены научных приборов на Космическом телескопе имени Хаббла. Астронавты провели в космосе около 11 суток и благополучно приземлились в КЦ Кеннеди 21 февраля 1997 года.

## Экипаж
- (НАСА): Кеннет Бауэрсокс (4)[2] — командир;
- (НАСА): Скотт Хоровиц (2) — пилот;
- (НАСА): Джозеф Таннер (2) — специалист полёта 1;
- (НАСА): Стивен Хоули (4) — специалист полёта 2;
- (НАСА): Грегори Харбо (4) — специалист полёта 3;
- (НАСА): Марк Ли (4) — специалист полёта 4;
- (НАСА): Стивен Смит (2) — специалист полёта 5.

## Описание полёта

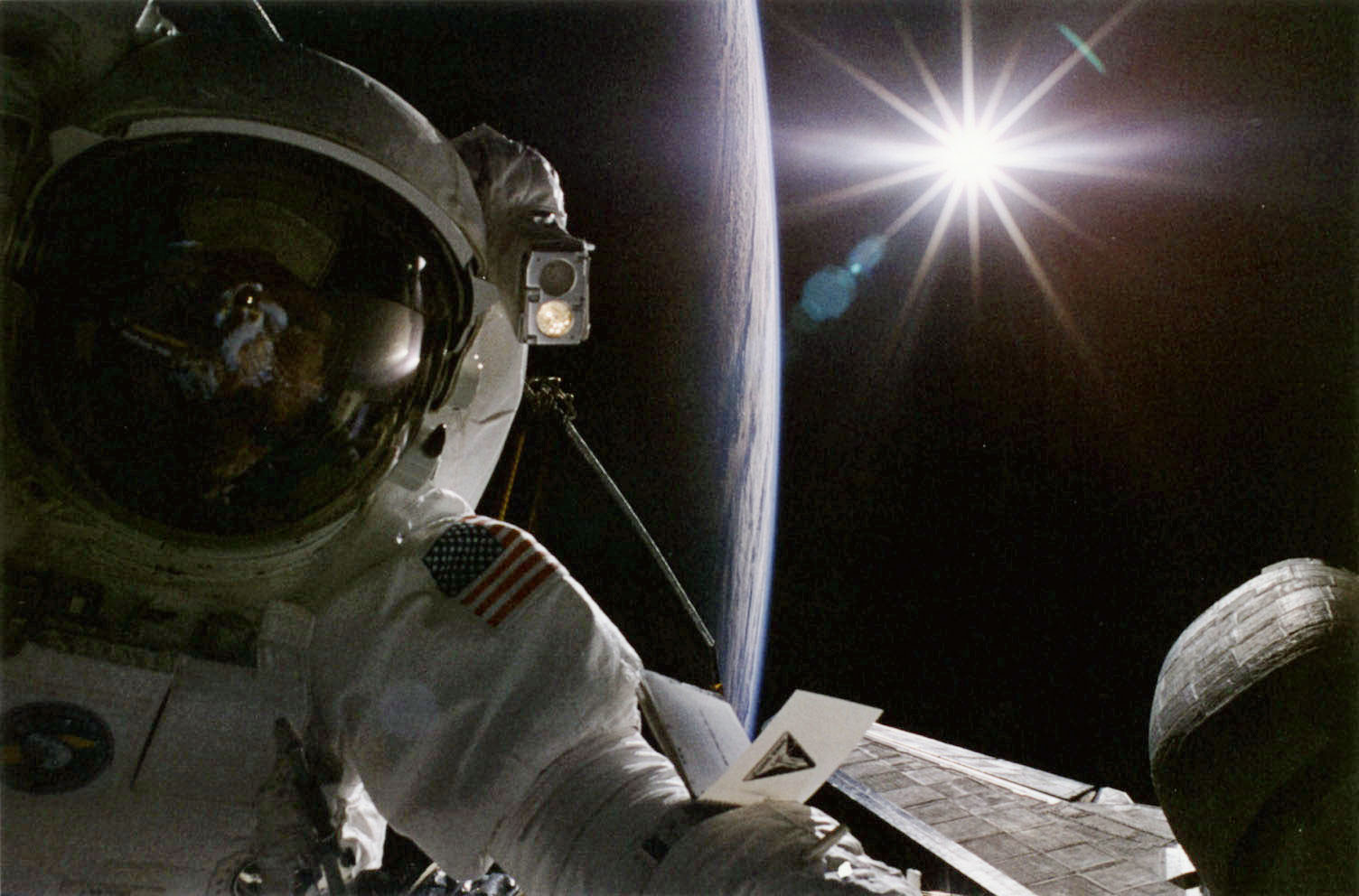
Джозеф Таннер производит ремонт Хаббла

## Параметры полёта
- Вес: 15 250 кг (полезная нагрузка)
- Перигей: 241 км
- Апогей: 241 км
- Наклонение: 39,0°
- Период обращения: 89,7 мин